# Diether Marchart
Diether Marchart (* 11. November 1939 in Wien; † 27. August 1962 an der Eiger-Nordwand) war ein österreichischer Bergsteiger.

## Karriere
Marchart versuchte bereits im September 1957 mit Claude Barbier, Walter Philipp und Dieter Flamm eine Erstbegehung an der Civetta in den Dolomiten, wurde jedoch durch Steinschlag verletzt und musste mit Barbier absteigen. Philipp und Flamm vollendeten die Route „Philipp-Flamm“, welche eine der bekanntesten Kletterrouten in den Dolomiten wurde.
Am 28. März 1958 gelang ihm mit Peter Holl die erste Ski-Überschreitung der Seckauer Tauern in 16 Stunden. Den beiden gelang im selben Jahr auch noch die Erstbegehung der Badstubenkesselwandverschneidung (450 m, VI+) an der Rax, welche später ein Klassiker in diesem Gebiet wurde. 
Vom 7. auf den 8. September 1958 vollendete er mit Peter Königsberger die 22. Begehung der Nordwand-Direttissima an der Großen Zinne in den Sextner Dolomiten. Ein von Marchart verfasster Bericht über die Begehung erschien in der Hundertjahres-Festschrift des Österreichischen Alpenklubs.
Am 22. Juli 1959 gelang ihm die erste Solo-Durchsteigung der Matterhorn-Nordwand innerhalb von nur fünf Stunden und er schrieb damit Alpingeschichte. Im Juli 1962 erschien ein Bericht darüber im „Bergkamerad“.
Zusammen mit Günther Stärker gelang ihm zudem am 9. Juni 1960 die Erstbesteigung des Distaghil Sar (7.885 m) im pakistanischen Karakorum-Gebirge. Sie wählten für ihren Aufstieg eine steile Route im westlichen Bereich der Südflanke, wo bereits 1957 ein britischer Besteigungsversuch gescheitert war. Als ein großes Hindernis stellte sich eine Spalte heraus, die von Marchart und zwei weiteren Österreichern erst nach zwei Tagen mittels einer selbstgebauten Strickleiter passiert werden konnte. Vom Lager 3 in 7.010 m Höhe stiegen die beiden Richtung Gipfel, den sie etwa siebeneinhalb Stunden später erreichten. Beim Abstieg erlitt Marchart schwere Erfrierungen an der rechten Hand.
1960 gelang ihm eine Winterbegehung der Dachstein-Südwand. 
Beim Versuch, die Eiger-Nordwand am 27. August 1962 als Erster im Alleingang zu durchsteigen, stürzte er unterhalb des zweiten Eisfeldes im Bereich des „Eisschlauchs“ tödlich ab.